# جزیره رینکه
جزیره رینکه (روسی: Остров Рейнеке) یک جزیره در سرزمین پریمورسکی کشور روسیه است.